# 사이고촌 (돗토리현 야즈군)
사이고촌(西郷村)은 일본 돗토리현 야즈군에 설치되었던 촌이다. 현재의 돗토리시의 일부에 해당한다.

## 역사
- 1915년 4월 1일 - 고소촌, 메이지촌이 합병해 사이고촌이 성립하였다.
- 1954년 3월 28일 - 가와하라정 (초대), 사누키촌·야카미촌·구니후사촌과 합병해 새로운 가와하라정이 성립하여, 동일 사이고촌은 폐지되었다.